# جيتكس
جيتيكس (سابقا «فوكس كيدز» في أوروبا وأمريكا اللاتينية وأمريكا الشمالية) علامة تجارية عالمية في مجال التلفزيون للأطفال مملوكة لشركة «جيتيكس أوروبا» و «جيتيكس أمريكا اللاتينية» ومجموعة «آي بي سي» كايبل نيتورك (شركة والت ديزني). وقد تم استخدام العلامة التجارية جيتكس لفقرات الأطفال وقنوات تضم  مسلسلات الأكشن، مسلسلات المغامرات والكرتون والبرامج، ومعظمها بثت على فوكس كيدز.
بدأت ديزني تزيل ماركة جيتيكس في عام 2009 وتبدل محلها ديزني اكس دي (أو قناة ديزني في بعض البلدان الأوروبية) وفقا لتركيز الشركة على العلامات التجارية ديزني، أي بي سي، وإسبن لها. تم استبدال آخر قناة جيتكس متبقية في العالم، في روسيا، بقناة ديزني في 10 أغسطس 2010.

## جيتكس أوروبا
كانت شركة جيتكس أوروبا N.V. (ج أي)، التي كانت سابقا فوكس كيدز أوروبا (ف ك أي)، شركة بث تلفزيوني تشغل القنوات الموجهة للأطفال وكتل البرمجة عبر الأسواق الأوروبية والشرق الأوسط.

### فوكس كيدز أوروبا
تم إطلاق أول قناة فوكس كيدز في المملكة المتحدة في أكتوبر 1996 وتم تأسيس فوكس كيدس يوروب (فك) في نوفمبر 1999 مع 75.7٪ تحتجزها فوكس فاميلي وردويد (ففو) مع رصيد الملكية المدرجة في يورونكست. تم الحصول ف.ف.و  في أكتوبر 2001 من قبل شركة والت ديزني وإعادة تسمية شركة أي بي سي فاميلي العالمية. بدأت K2 كفقرة مشتركة لعدة محطات محلية في إيطاليا.
في ديسمبر 2002، وقعت ف.ك.إي مع ب م جي أوروبا ل فوكس كيدز هيتس ميوزك لإصدار الألبومات الموسيقية سنويا لمدة 10 أسواق أوروبية.
في يوليو 2003، أطلقت فوكس كيدس أوروبا قناة فوكس كيدز بلاي التفاعلية على تيليويست.

### تحالف جيتكس
431/5000
في يناير 2004، وافق فوكس كيدز أوروبا، فوكس كيدز أمريكا اللاتينية وأبك شبكات الكابل المجموعة لإعادة تسمية عملياتها الحالية تحت اسم مظلة واحدة جيتكس، مما ساعد على تعزيز عملياتها في وقت لاحق إلى قوة واحدة. تم تطبيق اسم جيتكس على كتل البرمجة التي بثت على أبك الأسرة وتون ديزني، وقنوات التلفزيون في أوروبا وأمريكا اللاتينية، جنبا إلى جنب مع مكتبة برنامجها والترويج.
وقد تم اختيار اسم جيتكس بعد أن أجرت الشركة بحوثا دولية خاصة مع عدد من مجموعات التركيز الأطفال. اختار العديد من الأطفال الاسم لأنه ينطوي على العمل والمغامرة، وكانت الشركة قادرة على استخدام اسم دوليا بسبب الغموض. وقال بروس شتاينبرغ، رئيس مجلس الإدارة والرئيس التنفيذي لشركة فوكس كيدز أوروبا، إن شركة جيتكس ستساعد على تعزيز شراكة فوكس كيدز أوروبا مع ديزني مع بناء تحالفات جديدة لمواصلة الاستفادة بنجاح من مكتبة البرمجة وتوزيعها.
في 14 فبراير 2004، أطلقت تون ديزني و أي بي سي فاميلي فقرة جيتيكس الخاصة بهم مع بطاقات جيتكس لايف، الأول من نوعه  في العالم في نفس الوقت على الإنترنت والتلفزيون لعبة بطاقة التداول ، مع تون ديزني وجود 12 ساعة من أسبوعيا  لبدء وأبك الأسرة مع ساعتين في أيام الأسبوع و 4 ساعات  في عطلة نهاية الأسبوع في كل صباح. وأضافت قناة فوكس كيدز يوكاي فقرة جيتكس في أبريل. بدأت كتل فوكس كيدز تتغير في أبريل وتغيرت القناة الأولى في فرنسا في أغسطس 2004. في خريف عام 2004 مع إضافة ثلاثة عروض جديدة، تم توسيع فقرة الولايات المتحدة تون ديزني إلى 16 ساعة.
مركز سابان للترفيه شارك في إنتاج عدد قليل من سلسلة الرسوم المتحركة مع جيتيكس أوروبا خلال الألفية.
أطلقت جيتيكس أوروبا جي اكس تي كقناة للمراهقين  في مايو 2005 على سكاي إيطاليا في إيطاليا.
بعد أن التقطت شركة جيتيكس يوروب كيد كيرون لقناتيها الفرنسية والإسبانية، قامت جيتيكس أمريكا اللاتينية باستلامها في يناير 2007 من شركة برب إنترناشيونال.
وفي عام 2008، قامت شركة جيتيكس أوروبا بترخيص شركة جيتكس الفرنسية لشركة والت ديزني في فرنسا، وأصبحت شركة ديزني-أبك-إسبن تليفيسيون شريك توزيع قنواتها. في فبراير 2008، كان جيتيكس أوروبا في محادثات للانضمام إلى الشركات التابعة، قناة ديزني أوروبا، إسبن أوروبا والتلفزيون الدولي ديزني- أبك (ديت)، في وحدة مبيعات التوزيع مجتمعة. في يونيو، وافقت شركة جيتيكس أوروبا على أن تتولى شركة ديت مبيعات التوزيع لجميع القنوات في جميع أنحاء أوروبا والشرق الأوسط وأفريقيا. في نوفمبر، فاز فريق قناة أوروبا الوسطى والشرقية بالذهب في جوائز بروماكس البريطانية لجيتيكس ماكس إيدنتس.
في 8 ديسمبر 2008، أبرمت ديزني اتفاقا لزيادة الملكية في جيتيكس أوروبا إلى 96٪، مع نية شراء ما تبقى، وأزيلت جيتيكس أوروبا من بورصة يورونكست أمستردام. في عام 2009، أصبح K2 قناة تلفزيونية. مع سيطرة ديزني الكاملة على جيتيكس أوروبا، أشارت ديزني في فبراير 2009 إلى أن كتل وقنوات جيتكس ستنتقل إلى العلامة التجارية ديزني بدءا من قناة جيتيكس فرنسا مع ديزني اكس دي في 1 أبريل 2009. وافقت إدارة جيتيكس إيطاليا على شراء شركة جيتيكس إيطاليا، التي أعيدت تسميتها باسم سويتشوفر ميديا وغست و K2 من جيتيكس يوروب في يوليو 2009، بينما كانت تدير وحدة قناة جيتيكس إيتالي التي أعيدت تسويقها كديزني اكس دي في الخريف. تم استبدال تون ديزني بحلول سبتمبر 2009 مع ديزني اكس دي أو قناة ديزني، باستثناء النسخة العربية. كانت قناة جيتكس النهائية بدلت بديزني اكس دي النسخة الهولندية في 1 يناير   2010، في حين أن آخر قناة جيتيكس قد أغلقت كانت النسخة الروسية.

## قائمة الإصدارات
| السوق                             | النوع                                               | سابقا                                                                       | (Fox kids)تاريخ الإصدار         | البديل                                                        | تاريخ التغيير                 |
| --------------------------------- | --------------------------------------------------- | --------------------------------------------------------------------------- | ------------------------------- | ------------------------------------------------------------- | ----------------------------- |
| كندا                              | block on Family                                     | Power Box                                                                   | سبتمبر 10, 2006                 | discontinued[بحاجة لمصدر]                                     | أغسطس 1, 2009                 |
| الولايات المتحدة                  | block on أي بي سي للعائلة mornings                  | unnamed kids' action/adventure block (common name: ABC Family Action Block) | فبراير 14, 2004                 | discontinued                                                  | Fall 2006                     |
| الولايات المتحدة                  | block on تون ديزني prime time                       | none                                                                        | فبراير 14, 2004                 | merged with Toon Disney to become ديزني إكس دي                | فبراير 13, 2009               |
| إيطاليا                           | القناة                                              | Fox Kids                                                                    | (April 2000) مارس 2005          | Disney XD                                                     | سبتمبر 2009                   |
| أمريكا اللتينية                   | القناة                                              | Fox Kids                                                                    | (November 1996) أغسطس 2004      | Disney XD                                                     | يوليو 3, 2009                 |
| اليابان                           | block on Toon Disney Japan                          |                                                                             | ديسمبر 2005                     | Disney XD Japan                                               | أغسطس 2009                    |
| الهند                             | block on STAR One 7 to 8 pm Saturday & Sunday Hindi |                                                                             | يوليو 2, 2005                   |                                                               |                               |
| وسط وشرق أروبا                    | القناة                                              |                                                                             | يناير 2005                      | Disney Channel Bulgaria, Disney Channel Romania               | سبتمبر 2009                   |
| المملكة المتحدة                   | القناة                                              | Fox Kids                                                                    | (October 19, 1996) يناير 2005   | Disney XD                                                     | 2009 fall                     |
| المملكة المتحدة                   | block on Fox Kids                                   |                                                                             | أبريل 2004                      | Jetix UK channel                                              | يناير 2005                    |
| هولاندا                           | القناة                                              | Fox Kids                                                                    | فبراير 2005                     | Disney XD                                                     | يناير 1, 2010                 |
| فرنسا                             | القناة                                              | Fox Kids                                                                    | (11/1997) أغسطس 2004            | Disney XD                                                     | أبريل 1, 2009                 |
| بولندا                            | القناة                                              | Fox Kids                                                                    | (April 18, 1998) يناير 2005     | Disney XD                                                     | سبتمبر 2009                   |
| بولندا                            | block                                               | Fox Kids                                                                    | (May 1998)                      |                                                               |                               |
| هنغاريا، جمهورية التشيك وسلوفاكيا | القناة                                              | Fox Kids                                                                    | (September 2000) يناير 2005     | Disney Channel Hungary, Disney Channel Czech, Disney Slovakia | سبتمبر 2009                   |
| Hungary                           | block on TV2                                        |                                                                             | (2003)                          |                                                               |                               |
| Hungary                           | block on تلفزيون المجر                              |                                                                             | (2000)                          |                                                               |                               |
| أستراليا                          | block on Disney Channel                             | none                                                                        | سبتمبر 2004 [بحاجة لمصدر]       | discontinued                                                  | March 2009 [بحاجة لمصدر]      |
| الإسكندنافيا                      | block                                               | Fox Kids                                                                    | (May 1998)                      |                                                               | سبتمبر 12, 2009 [بحاجة لمصدر] |
| الإسكندنافيا                      | القناة                                              | Fox Kids                                                                    | (February 12, 1998) أكتوبر 2004 | Disney XD                                                     | سبتمبر 12, 2009               |
| اسبانيا                           | block                                               | Fox Kids                                                                    | (May 1998)                      |                                                               |                               |
| اسبانيا                           | القناة                                              | Fox Kids                                                                    | (December 1998) يناير 2005      | Disney XD                                                     | سبتمبر 2009                   |
| كوريا الجنوبية                    | block, weekdays on CHAMP                            | none                                                                        | مايو 2005                       |                                                               | 2009 [بحاجة لمصدر]            |
| ألمانيا                           | القناة                                              |                                                                             | (October 2000) يونيو 10, 2005   | Disney XD                                                     | أكتوبر 2009                   |
| ألمانيا                           | block, 1/2 hr. Saturday morning on Kabel 1          |                                                                             | أكتوبر 30, 2004                 |                                                               |                               |
| تركيا، الشرق الأوسط وجنوب أفريقيا |                                                     | Fox Kids                                                                    | (November 2000) يناير 2005      | Disney XD                                                     | أكتوبر 2009                   |
| تركيا                             | block on شو تي في                                   |                                                                             | (2000)                          |                                                               |                               |
| بلغاريا                           | block on Balkan News ‏                               |                                                                             | (2000)                          |                                                               |                               |
| بلغاريا                           | القناة                                              |                                                                             | 2003                            | Disney Channel                                                | September 2009                |
| إسرائيل                           | القناة                                              | Fox Kids                                                                    | (February 2001) مارس 2005       | Disney Channel                                                | سبتمبر 9, 2009 [بحاجة لمصدر]  |
| اليونان                           | القناة                                              | Fox Kids                                                                    | (October 2001) يناير 2005       | Disney XD (Greece)                                            | 2009                          |
| روسيا                             | block on REN TV channel                             | Fox Kids                                                                    | (2001) 2002                     | Disney Channel (Russia)                                       | أغسطس 10, 2010                |
| الفيتنام                          | block on تلفزيون فيتنام                             |                                                                             | نوفمبر 2005                     |                                                               |                               |
| كزاخيستان                         | block on KTK                                        |                                                                             | 2006                            |                                                               |                               |
| سولوفينيا                         | القناة                                              |                                                                             |                                 | Disney Channel                                                | سبتمبر 2009                   |

## إصدارات أخرى
| السوق                    | الاسم                | النوع                                                    | سابقا                   | تاريخ الاصدار                  | البديل                  | تاريخ التغيير                |
| ------------------------ | -------------------- | -------------------------------------------------------- | ----------------------- | ------------------------------ | ----------------------- | ---------------------------- |
| وسط وشرق أروبا           | Jetix Play           | القناة                                                   | Fox Kids Play           | 999999999999-99-99-0000        | Playhouse Disney        | 999999999999-99-99-0000      |
| الهند                    | Jetix Action Station | block on Toon Disney weekdays, Tamil, Telugu and English | December 2004           | Disney XD                      | 999999999999-99-99-0000 |                              |
| ايطاليا                  | GXT                  | القناة                                                   | 999999999999-99-99-0000 | sold                           | 999999999999-99-99-0000 |                              |
| ايطاليا                  | K2                   | syndicated block / القناة                                | Fox Kids                | sold                           | 999999999999-99-99-0000 | 2002/999999999999-99-99-0000 |
| بولندا                   | Jetix Play           | القناة                                                   | Fox Kids Play           | 999999999999-99-99-0000        | Playhouse Disney        | 999999999999-99-99-0000      |
| جمهورية التشيك وسلوفاكيا | Jetix Play           | القناة                                                   | Playhouse Disney        | 999999999999-99-99-0000        |                         |                              |
| تركيا وإقليم مينا        | Jetix Play           | القناة                                                   | Fox Kids Play           | 999999999999-99-99-0000 [متى؟] | 999999999999-99-99-0000 |                              |
| المملكة المتحدة          | Jetix Play           | القناة                                                   | Fox Kids Play           | 999999999999-99-99-0000        | 999999999999-99-99-0000 |                              |
| المملكة المتحدة          | Jetix +1             | timeshift service                                        | Fox Kids +              | same as Jetix UK               | Disney XD +1            | same as Jetix UK             |
| روسيا                    | Jetix Play           | القناة                                                   | 999999999999-99-99-0000 |                                |                         |                              |
| اسبانيا                  | Jetix Max            | block on Jetix early evening weekday                     |                         |                                |                         |                              |
| وسط وغرب أوروبا          | Jetix Max            | block on Jetix                                           |                         |                                |                         |                              |

### جيتكس بلاي
جيتكس بلاي (سابقا فوكس كيدز بلاي) قناة جيتكس الشقيقة، تبث الرسوم المتحركة الكلاسيكية  والمسلسلات الرسوم المتحركة.
في تموز / يوليه 2003، فوكس كيدز أوروبا استؤنفت فوكس لعب الأطفال التفاعلية قناة على تيليويست.
جيتكس بلاي كان مغلق في 1 أغسطس، 2010 في معظم البلدان، في تركيا ومنطقة الشرق الأوسط وشمال أفريقيا في عام 2011. في معظم البلدان تم استبدال مع  بلاي هاوس ديزني.

## البرامج
تمتلك شركة جيتكس مكتبة سابان إنتيرتينمنت التي تضمنت عروض من مارفيل برودكشنز.
كانت جيتيكس أنيماشين كونكيبستس , هي أيضا جيتيكس كونسيبتس أنيماشن، علامة تجارية تستخدم في إنتاج الرسوم المتحركة التي تنتجها مجموعة جيتيكس العالمية من قبل الشريك الأمريكي، أي بي سي كابل نيتوركس غروب.

## مجلة
في المملكة المتحدة، نشرت المستقبل بلك مجلة جيتيكس الرسمية. نشرت كل أربعة أسابيع، وظهرت الألغاز والميزات على أساس عروض القناة. وجاءت المجلة أيضا مع دي في دي الحرة يضم عروض من القناة.
في بعض البلدان ك بلغاريا وهولندا  ورومانيا، يتم إصدارمجلات جيتيكس مماثلة.
أطلقت مجلة جيتيكس في أوائل سبتمبر 2004 من قبل جيتيكس كونسمر برودكتس وفيوتشر للنشر. كان كافان سكوت المحرر الأولي للمجلة.
مع شراء أسهم جيتكس أوروبا المتبقية من قبل شركة والت ديزني والتغيير عبر القنوات لقناة ديزني ذات العلامات التجارية، المستقبل تسمية المجلة إلى نيترو!، لتصبح مجلة مستقلة مع نفس التركيز العام.

## مونستر تراك
في عام 2007، كان مسلسل مونستر جام مونستر تراك ينتج مع اسم جيتكس وبعض الشخصيات على ذلك. كانت تراك مدفوعة من قبل دان إيفانز، الذي يقود عادة المدمرة، وجولة في جولة مونستر جام الأوروبية حتى ديسمبر كانون الأول. ولم تشاهد تراك منذ ذلك الحين.

## كأس الأطفال
157/5000
كان كأس جيتيكس للأطفال بطولة كرة قدم لكرة القدم تنافس فيها أطفال من 16 دولة على «تعزيز اللعب النزيه والروح الرياضية والتبادل الثقافي».